# Neue Linke/Nuova Sinistra
La Neue Linke/Nuova Sinistra (NL/NS) è stata una lista elettorale indipendente legata all'ambiente del Sessantotto altoatesino, formata nel 1978 su iniziativa di Alexander Langer, futuro esponente di punta dei Verdi al Parlamento europeo. Dal 1978 al 1983 ha avuto propri rappresentanti sia al Consiglio provinciale altoatesino sia al Consiglio regionale del Trentino-Alto Adige.

## Storia
La NL/NS nacque pochi mesi prima delle elezioni regionali in Trentino-Alto Adige del 1978 dopo la pubblicazione di un manifesto fondativo sulla Südtiroler Volkszeitung. L'iniziativa, lanciata da Alexander Langer, traeva occasione dalla morte dello scrittore e outsider politico Norbert Conrad Kaser.
Il progetto fondativo ebbe in poco tempo ampia diffusione, poiché nel corso degli anni 1970 i sessantottini altoatesini si erano già organizzati nell'ambiente extraparlamentare. Il fattore unificante furono i tentativi della Südtiroler HochschülerInnenschaft, del Südtiroler Kulturzentrums e delle propaggini regionali di gruppi attivi a livello nazionale come Lotta Continua e Democrazia Proletaria di superare in Alto Adige la divisione tra le popolazioni di lingua tedesca, italiana e ladina.
La lista provinciale includeva dieci candidati indipendenti di lingua tedesca e diciassette di lingua italiana. Ciò la resa il primo e finora unico movimento altoatesino d'opposizione che non sia stato né frutto della scissione dalla Südtiroler Volkspartei né ramificazione di un partito nazionale. La campagna elettorale fu però sostenuta finanziariamente dal Partito Radicale.
Alle elezioni del 1978 la NL/NS conquistò il 3,65% dei voti e ottenne uno dei 34 seggi provinciali, portando in consiglio il capolista Alexander Langer. La rotazione della leadership prevista per il 1981 a favore dell'esponente di lingua italiana Luigi Costalbano avvenne con vari mesi di ritardo e segnò l'inizio delle divergenze politiche. Mentre Costalbano si ritirò dalla politica provinciale a fine legislatura (1983), Langer allargò la corrente maggioritaria della NL/NS formando l'Alternative Liste für das andere Südtirol (ALFAS), per una seconda campagna elettorale. Dalla nuova lista sarebbero nati i Verdi del Sudtirolo.

## Ideologia
La NL/NS si considerava in origine un movimento di protesta antielitista contro la cultura politica di lungo corso delle coalizioni di governo regionale tra Südtiroler Volkspartei e Democrazia Cristiana. Si ispirava essenzialmente alla cosiddetta Nuova sinistra tedesca dell'Ovest e ai movimenti operai, studenteschi e per i diritti civili italiani d'impronta socialista e di sinistra cattolica. Negli anni dell'attuazione del secondo Statuto di autonomia dell'Alto-Adige (dal 1972) la NL/NS si fece portatrice della critica alla politica autonomista della SVP, che mancava invece ai partiti di sinistra e soprattutto al Partito Comunista Italiano.
In occasione del censimento nazionale del 1981 e dell'introduzione della proporzionale etnica, la NL/NS mosse critiche sostanziali alla separazione istituzionale dei gruppi linguistici fissata con il secondo Statuto. Il concetto di «interetnicità» coniato da Langer proponeva come alternativa una cooperazione rafforzata interlinguistica e sosteneva il superamento dell'autonomia altoatesina basata sulla tutela delle minoranze linguistiche in favore un autogoverno regionale sostenuto dalla società civile.
La critica alla proporzionale etnica fu il fattore centrale di identificazione del movimento alternativo in Alto Adige, ma dopo la morte di Alexander Langer (1995) finì sullo sfondo della tematica ecologista dei Verdi del Sudtirolo. Il dibattito sulla proporzionale avrebbe comunque portato in qualche decennio a un parziale ammorbidimento delle disposizioni originarie.